# Debbie Friedman
Deborah Lynn "Debbie" Friedman (Utica, Nueva York, 23 de febrero de 1951- Mission Viejo, California, 9 de enero de 2011) fue una cantautora e intérprete de música religiosa judía. 
Debbie tocaba la guitarra y cantaba en hebreo y en inglés. Friedman era conocida por su versión de la oración judía Mi Shebeirach. La música de Debbie Friedman, tuvo un impacto importante en la liturgia del judaísmo reformista, en el judaísmo conservador, y también en algunas comunidades judías ortodoxas. Friedman era una cantante feminista.

## Discografía
- Songs of the Spirit- The Debbie Friedman Anthology
- Light These Lights
- Debbie Friedman Live at the Del
- The Water in the Well
- The Alef Bet
- Debbie Friedman at Carnegie Hall
- The World of Your Dreams
- And You Shall Be a Blessing
- Ani Ma-amine
- Not by Might Not by Power
- Sing Unto God - The Debbie Friedman Anthology
- One People
- As You Go On Your Way: Shacharit - The Morning Prayers
- It's You
- Shalom Aleichem